# شوتا فوجیو
شوتا فوجیو (انگلیسی: Shota Fujio؛ زادهٔ ۲ مهٔ ۲۰۰۱) بازیکن فوتبال است.
از باشگاه‌هایی که در آن بازی کرده‌است می‌توان به باشگاه فوتبال سرزو اوساکا اشاره کرد.